# Higashine
Higashine (Japans: 東根市, Higashine-shi) is een stad in de prefectuur Yamagata in het noorden van Honshu, Japan. De stad heeft een oppervlakte van 207,17 km² en begin 2008 ruim 46.000 inwoners. Ten oosten van de stad ligt het Ou-gebergte. De rivier Mogami stroomt van zuid naar noord langs de westgrens van de stad.

## Geschiedenis
Higashine werd op 3 november 1958 een stad (shi).

## Economie
Higashine staat bekend om de fruitteelt van vooral appels, peren, druiven en Sakurambo (kersen). Vooral de kersensoort Satonishiki (佐藤錦) is in heel Japan bekend en wordt voornamelijk in Higashine geproduceerd.
Higashine heeft een groot industriepark waar bedrijven gevestigd zijn zoals 3M, Casio en Kyocera. Veel bedrijven combineren hier productie en Onderzoek & Ontwikkeling.

## Verkeer
Vliegveld Yamagata verzorgt binnenlandse vluchten.
Higashine ligt aan de Yamagata-shinkansen en de Ou-hoofdlijn van de East Japan Railway Company.
Higashine ligt aan de Tohoku-Chuo-snelweg en aan de autowegen 13, 48 en 487.

## Bezienswaardigheden
- De boomgaarden van Higashine
- Higashines "Grote Boom", een enorme Japanse zelkova (Zelkova serrata) waarvan de stad claimt dat het de oudste zelkova in Japan is. De leeftijd van de boom wordt geschat op meer dan 1200 jaar.
- Jangle Jungle snowboard- en skipark, een wintersportgebied dat in 1996 werd geopend en wordt gezien als het meest avontuurlijke gebied voor snowboarden in Tōhoku.
- De onsen van Higashine.
- Yojiro-stijl yakitori (boven houtskool geroosterd vlees aan een spies).

## Partnersteden
Higashine heeft een stedenband met :
- Chuo, Tokio (sinds 1991)
- Shintoku (district Kamikawa), subprefectuur Tokachi, Hokkaido (sinds 1994)

## Geboren in Higashine
- Kazushige Abe (阿部和重, Abe Kazushige), schrijver

## Aangrenzende steden
- Yamagata
- Tendo
- Obanazawa
- Sendai
- Murayama